# Avner Werner Less

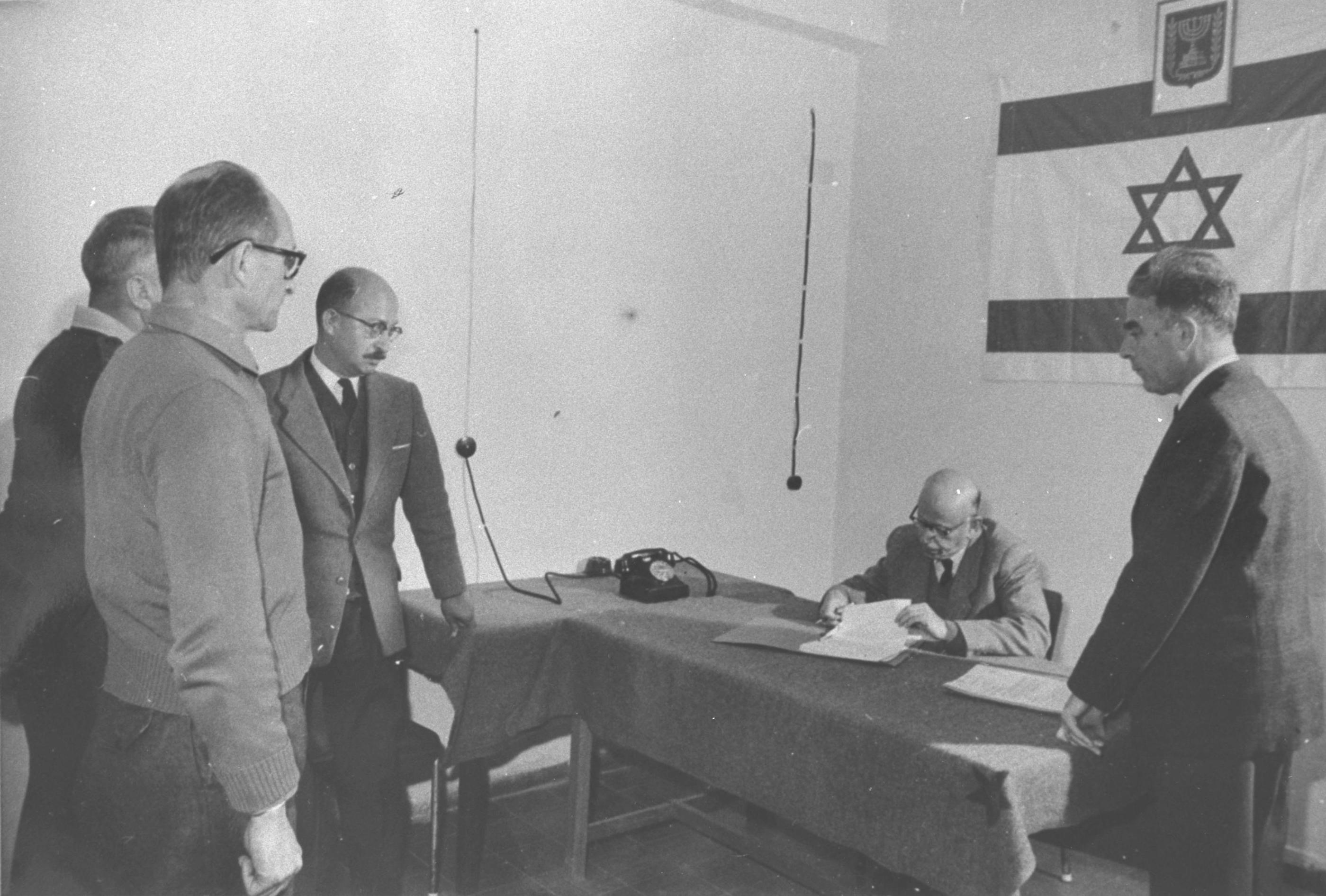
Avner Less (3.v.l.) beim Verfahren zur Haftverlängerung für A. Eichmann

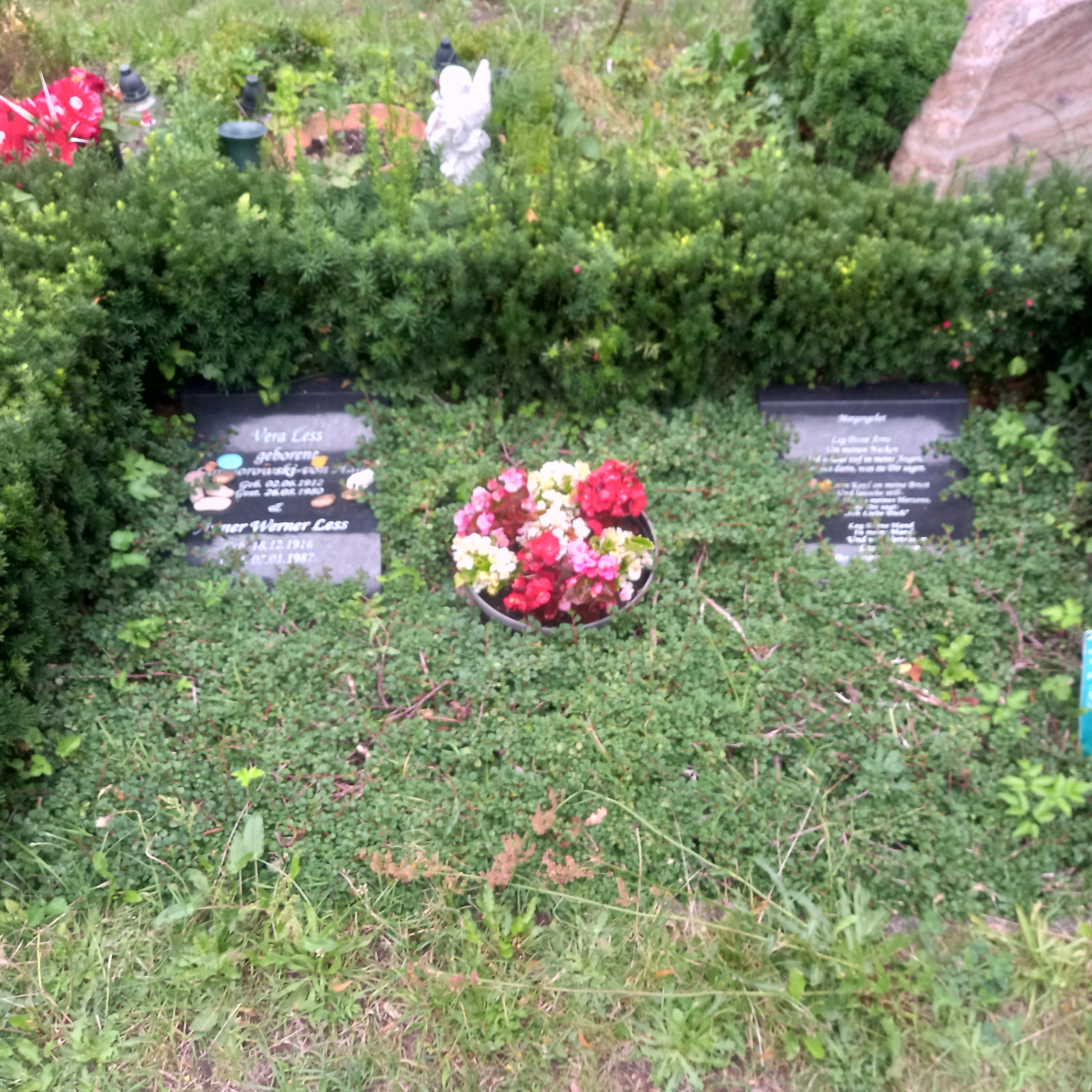
Das Grab von Avner Werner Less und seiner Ehefrau Vera geborene Gonsiorowski auf dem Alten Friedhof Wannsee in Berlin

Avner Werner Less, auch Avner W. Less, (hebräisch אבנר ורנר לס; * 18. Dezember 1916 in Berlin; † 7. Januar 1987 in Zürich) war ein israelischer Polizist, der 1960/61 in Jerusalem im Zuge des Eichmann-Prozesses die Verhöre Adolf Eichmanns leitete.

## Ausbildung und Beruf
Less war der Sohn des als Freiwilliger in den Ersten Weltkrieg gezogenen Julius Jakob Less und seiner Frau Helene geborene Levy. Seine Mutter starb 1933. Less besuchte in Berlin die Wald-Oberschule in Charlottenburg, flüchtete nach der Machtübergabe an die Nationalsozialisten 1933 nach Frankreich und setzte dort seine landwirtschaftliche Ausbildung fort. Less heiratete in Frankreich 1936 die ebenfalls geflohene Hamburgerin Vera Gonsiorowski.
1938 wanderte Less nach Palästina aus und arbeitete dort während der ersten Jahre auf Orangenplantagen. Von 1941 bis 1948 war er Polizist bei der Jewish Settlement Police in Haifa und Preiskontrolleur für den dortigen Distrikt. Nach der Gründung Israels 1948 trat er in den israelischen Staatsdienst ein und war zunächst als Leiter der Import-Export-Sektion im Handels- und Industrieministerium tätig, dann als Vizedirektor der Rechtsabteilung für die Preiskontrolle im Distrikt Haifa. Ab 1951 war Less Polizeioffizier in der Abteilung Wirtschaftsverbrechen, von 1954 bis 1968 zeitweilig tätig im Auslandsdienst als Attaché und Konsul in New York City und Paris sowie als ständiger Vertreter Israels bei den Jahreskonferenzen der UNO-Rauschgift-Kommission (UNFDAC) in Genf und bei Interpol.

## Im Eichmann-Prozess
Von 1960 bis 1961 war Less mit der Leitung des Verhörs von Adolf Eichmann betraut und verhörte ihn selbst 275 Stunden lang. Less beschreibt Eichmann, der ihn stets mit „Herr Hauptmann!“ anredete, als einen „geborenen Lügner, der nur die Wahrheit sagen wird, wenn sie ihm nützlich erscheint.“ Less musste seine Verhörtaktik des Öfteren ändern, da Eichmann meist weitschweifig und ausweichend antwortete. Um Eichmann zu spontanen Stellungnahmen und dadurch zu wahrheitsgemäßen Aussagen zu veranlassen, las Less ihm von Zeit zu Zeit aus Dokumenten vor.
Vor Gericht versuchte Eichmann, die Richter von der Unwichtigkeit seiner Person zu überzeugen, und spielte die Rolle eines unbedeutenden Beamten, der mit Kadavergehorsam seiner Pflicht nachkam. Less stellte im Nachhinein fest, es sei einfach verblüffend, mit wie viel Naivität viele Prozessbeobachter Eichmann dabei „auf den Leim krochen“. Nach dem Prozess trat Less als vielbefragter Zeitzeuge in der Öffentlichkeit auf.

## Tätigkeit in Europa
Nach der Verurteilung Eichmanns zog Less nach Frankreich. Als israelischer Konsul in Paris erfuhr er von Eichmanns Hinrichtung. 1964 war er in Deutschland als Zeuge der Anklage im Frankfurter Auschwitz-Prozess. Ab 1968 nahm Less seinen ständigen Aufenthalt in der Schweiz. Bis 1971 war er Mitarbeiter der Banque de Crédit International Genève. Ab 1972 war er zuständig für interne Sicherheitsangelegenheiten der Bank Robinson AG in Basel, von 1976 bis 1979 Mitarbeiter der Gesellschaft für Bankrevisionen in Basel und ab 1979 interner Kontrolleur der Neutra Treuhand AG in Zürich. Im Mai 1982 erhielt er die deutsche Staatsbürgerschaft und wurde deutsch-israelischer Doppelstaater.

## Beisetzung und Nachwirkung
Less wurde zunächst getrennt von seiner 1980 verstorbenen Frau Vera bestattet, da die jüdischen Gemeinden fehlende Religionszugehörigkeit bemängelten. 27 Jahre später wurde das Ehepaar gemäß seinem letzten Willen nebeneinander in Avner Werner Less’ alter Heimatstadt Berlin begraben. In Anwesenheit des Sohnes Alon Less wurden am 23. Mai 2014 beide Urnen auf dem Alten Friedhof Berlin-Wannsee beigesetzt, die Zeremonie von Andreas Nachama geleitet.

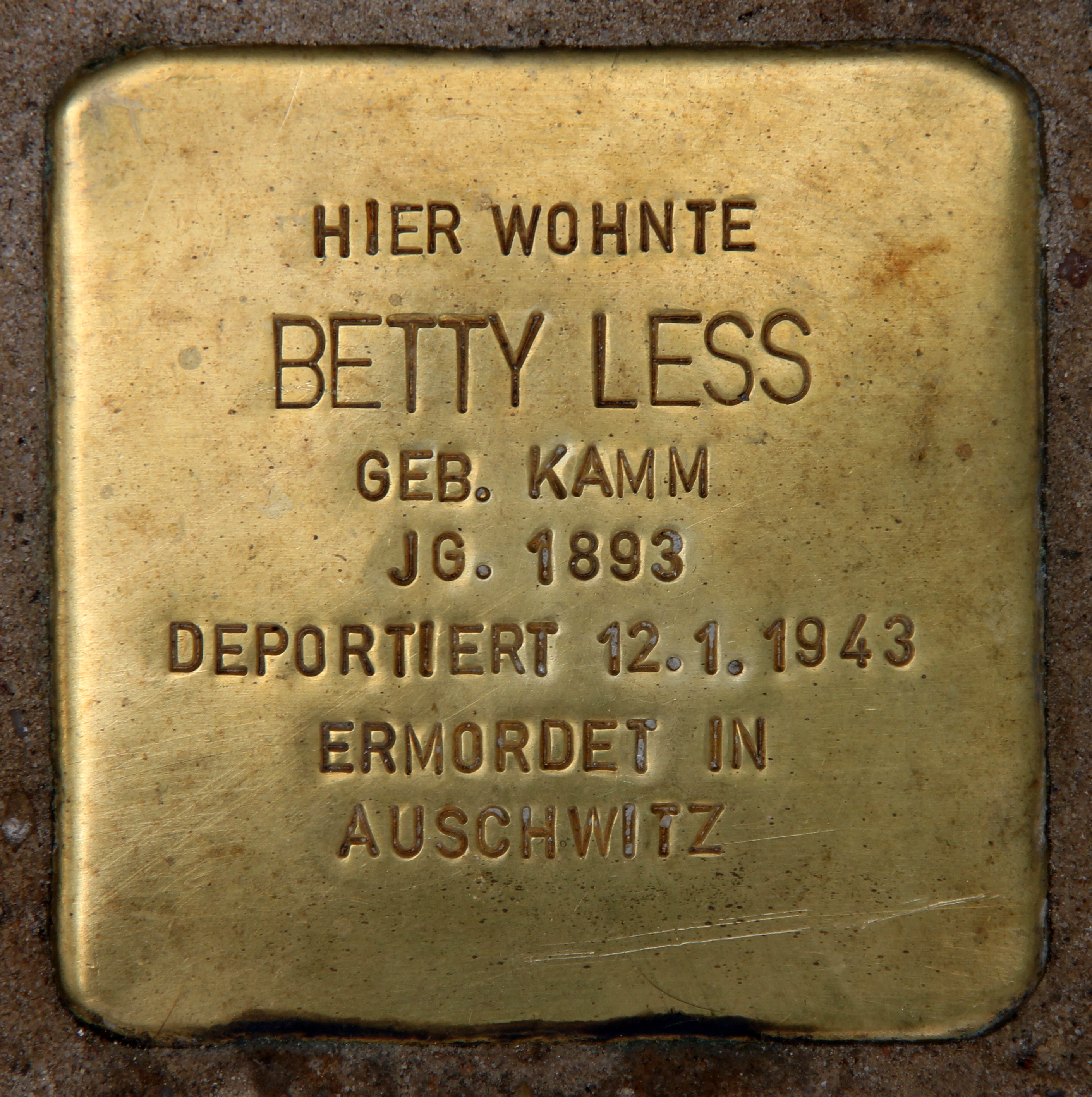
Stiefmutter Betty Less

Am selben Tag wurden vor dem Wohnhaus der Familie in Berlin-Schöneberg, Kleiststraße 31, vier Stolpersteine zum Andenken an den Vater von Avner Werner Less und drei weitere Familienangehörige verlegt.
Im Film Eichmann wird Avner Less von Troy Garity verkörpert.

## Schriften
- „Lüge! Alles Lüge!“ – Aufzeichnungen des Eichmann-Verhörers. Rekonstruiert von Bettina Stangneth. Zürich/Hamburg 2012, ISBN 978-3-7160-2689-2
- (Hrsg.): Schuldig – Das Urteil gegen Adolf Eichmann. Mit einem Nachwort von Jochen von Lang.  Frankfurt am Main 1987, ISBN 3-610-08432-4
- mit Jochen von Lang: Tonbandaufzeichn. d. israel. Verhöre. Severin und Siedler, Berlin [West] 1982, mit 66 faks. Dokumenten.
- Adolf Eichmann = Adolf Aikhman 5. [S.l.] Police d'Israel, Quartier général, 6ème bureau [1961] (hebräisch)  (d. i.: Vernehmungsprotokolle)